# Gymnostomum splachnobryoides
Gymnostomum splachnobryoides là một loài rêu trong họ Pottiaceae. Loài này được Bizot mô tả khoa học đầu tiên năm 1980.